# Хошуты

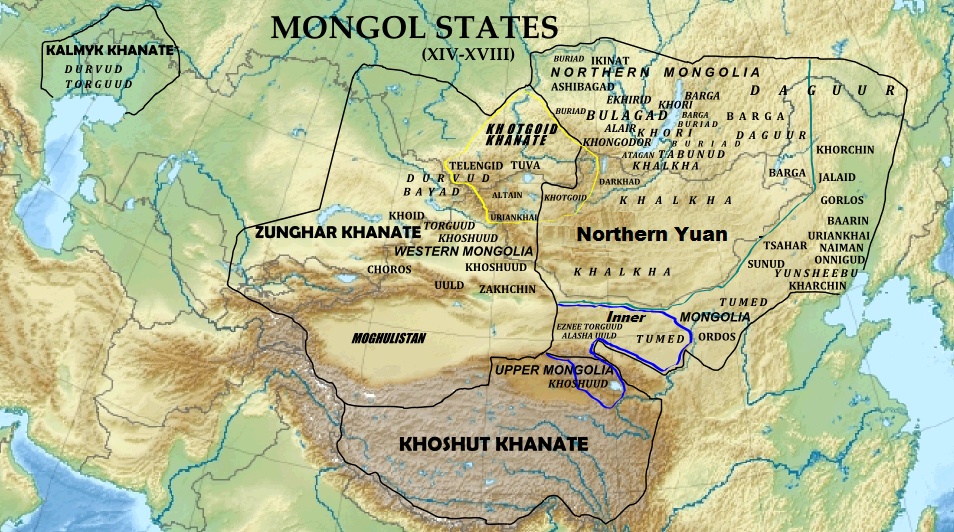
Монгольские государства в XVIII веке: Монгольский каганат, Джунгарское ханство, Хошутское ханство, Хотогойтское ханство, Калмыцкое ханство и Могулия

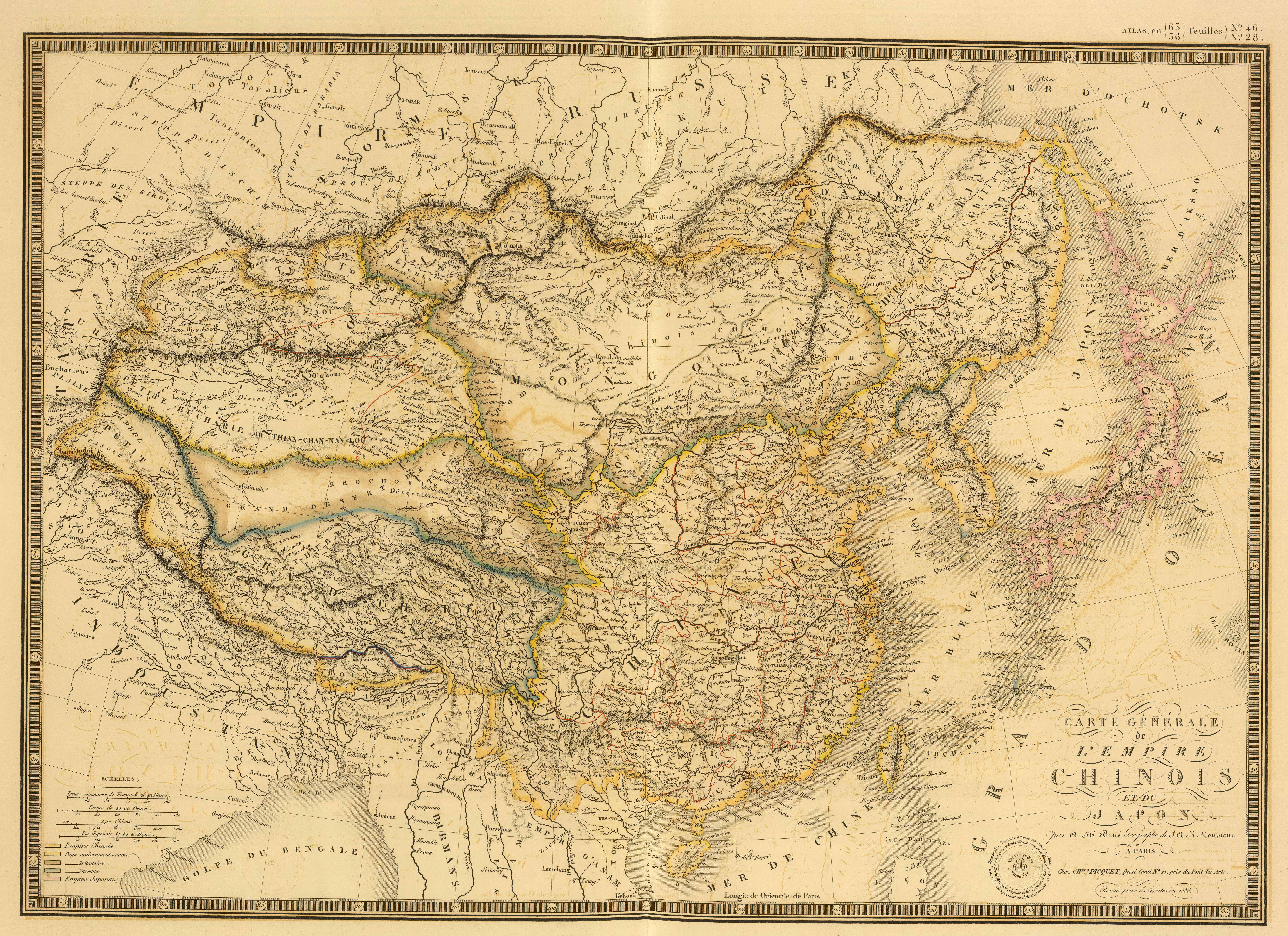
Монгольские племена в Южной Монголии: Хорчины (Chorchins), найманы (Naynam), оннюты (Onhiot), авганары (Abahanar). Верхние монголы: хошуты (Khochotie, Kalmouks Kokonor, Elets Kokonor). 1836 г.

Хошу́ты (калм.  / монг. Хошууд; кит. трад. 和碩特, упр. 和硕特, пиньинь héshuòtè; транслит. ISO 9 hošuud; вейд ho-shuo-t’ê) — этногруппа ойратов, проживающая в Китае (группа алашаньские хошуты: Баянгол-Монгольский автономный округ Синьцзян-Уйгурского автономного района; 10 тысяч человек) и в районе озера Кукунор (группа дээд-монгол в провинции Цинхай, цааста-монгол в провинции Ганьсу, согво-ариги Хэнань-Монгольского автономного уезда), в Монголии в Западных аймаках, и в России. Являются потомками средневековых хошутов. В Китае официально считаются этническими монголами, в Монголии практически не отделяются от дербетов и торгутов, а в России — от калмыков.

## Этимология названия
Название «хошут» является производным от слова «хошун», одного из значений которого в монгольских языках — острие, клюв, клин, морда, передовой отряд. Такое именование было дано гвардейскому подразделению войска Чингисхана и связано с его авангардными функциями, или, возможно, с видом его построения — «клином», «мордой», то есть строй войска представлял собой острую колонну (при таком виде построения люди, стоявшие в голове её, практически шли на верную смерть). Этнологи Г. О. Авляев и В. П. Санчиров приводят поговорку, записанную в XIX веке П. И. Небольсиным у волжских хошоутов — хошун деере дархалык дыксын — «я выслужил право в голове хошуна».
Также хошутов, живущих в Цинхае вместе с чоросами и торгутами называют верхними монголами и северный Цинхай называют Верхней Монголией.

## Гвардейское подразделение «хошут»
«Хошут» — название одного из подразделений гвардии «тургак-кешиктенов» (монг. turγake-kešigten) Чингисхана, упоминания о котором связаны с историей Монгольской империи в XIII—XIV веках. Существует теория о трансформации его со временем в этнос «хошутов».

### Формирование и функции
В 1203 году Чингисханом был создан корпус телохранителей «тургак-кешиктенов», а в 1206 году он был дополнен подразделением «хошут» — это был 7-й особый полк («полк тысячи отборных богатырей») в ханской гвардии, первоначально численностью в 1000 воинов. В гвардию Чингисхана набирали людей из числа покорённых племён и народностей, лиц видных по наружности, отличавшихся способностями и умом. Во время боевых действий полк «хошут» выполнял авангардные функции — разведка, отражение первых ударов противника, помимо этого в их обязанности входила дневная служба охранения лично императора. В «Сокровенном сказании монголов» об этом отряде телохранителей говорится, что Чингисхан повелел им в «дни битв сражаться пред его очами».
Первым военачальником полка «хошутов» был Хубату-Хасар (Хабуту-Хасар, вероятно это Джочи-Хасар, упоминаемый в Сокровенном сказании монголов младший брат Чингисхана). Родословная всех хошутских тайджи, нойонов и ханов в летописях монголов, ойратов и калмыков начинается именно с Хубуту-Хасара, то есть от рода Чингисхана — Борджигин.

### После Чингисхана
После смерти Чингисхана, созданные им элитные подразделения не были расформированы, а переходили по наследству к следующим правящим великим ханам. Подразделение оставалось на службе в течение времени правления первых 4-х великих ханов, дальнейшая локализация гвардейцев прослеживается не точно, в XIV—XV веках наступает послеюаньский период (так называемый «тёмный» период в истории ойратских племён). По наиболее распространённой теории предполагается, что гвардейское военно-служилое сословие не было рассеяно, а сохранялось в виде компактных феодально-этнических группировок с наследственными княжескими династиями «владельцев» (правителей).

### Теория трансформации в этнос
Подобные «хошутам» подразделения гвардейцев-телохранителей существовали у различных кочевых правителей и до Чингисхана, но именно он наделил их дополнительными функциями, благодаря которым они стала политическим органом, прообразом государственной машины. Многие этнологи (в том числе Г. О. Авляев и В. П. Санчиров) предполагают, что из подразделения «хошут» со временем образовался этнос. Также, возможно, помимо «хошутов», сформировались этносы и из других гвардейских подразделений, например, из корпуса «тургак-кешиктенов» — торгуты.

## Этногенез хошутов
Этно-группу «хошутов» в литературе именуют разными терминами — племенем, поколением, кланом, фамилией, народностью, феодальным уделом и удельным княжеством. В этнологии нет единого мнения о происхождении хошутов, их этапы этногенеза до сих пор не ясны. Определённо точно можно сказать, что хошуты вместе с торгутами, дербетами и зюнгарами до XVII века составляли основное население Джунгарии и имели общее самоназвание «дурбэн-ойрат». Во главе их стояли наследственные династии правителей, восходящие по происхождению к эпохе Чингисхана, а возможно некоторые и к дочингисовским временам. Наиболее вероятное образование племени хошутов ряд исследователей связывают с трансформацией в этническую группу гвардейского подразделения армии Монгольской империи. Существует версия, согласно которой первоначальное ядро хошутов было сформировано представитялеми племени уджигит, одной из ветвей борджигинов.

### Закат правления Чингизидов
После разделения Монгольской империи на отдельные государства-улусы хошуты оказались во владениях Улуса Великого Хана — монгольско-китайском государстве Юань. В 1368 году в результате Восстание Красных повязок против монгольских завоевателей  и это государство чингизидов пало. Предположительно, сначала гвардейское подразделение «хошут» дислоцировалось к юго-востоку от Джунгарии (возможно в Алашани или Ордосе), где они стояли гарнизонами на границах монгольского государства до его распада, входя в Урянхайский тумэн восточных монголов. Позже, они начинают обосабливаться в самостоятельную этно-группу, в формировании которой значительное участие приняли ойраты, так как хошуты после падения империи Юань добровольно присоединились к союзу ойратских племён.

### Ойратский союз
Ойратские племена были окончательно покорены монголами во главе с Чингисханом в 1204 году. После попадания под воздействие монгольской системы социального и административного деления на «тысячи» и улусы среди них начало происходить смешение родов и племён, переселяемых в соответствии с требованиями политической ситуации. Родовой строй ойратов сильно изменился, стали складываться феодальные отношения, как и у большинства этносов в сфере влияния Монгольской империи. После её падения, и гибели государств-преемников Монгольской империи, ойраты в конце XIV века создали собственный племенной союз Дербен-Ойрат.
В этот период (кон. XIV века хошутские «владетели» (правители) вместе с частью своих подданных изъявили покорность ойратскому правителю Тогону-тайши (умер в 1439 году) и вошли в состав союза ойратских племён. Антрополог Хойт Санжи в «Обзоре ойратской истории» предполагает, что этими хошутскими «владетелями» были Алак-Тэмур-джинсанг (Арак Темур) и его брат Хатан Тэмур (Ерек Темур), и локализует их местоположение в Джунгарии, где братья правили западной и восточной её частями соответственно.
Процесс преобразования военного объединения в этнос у хошутов происходил постепенно, примерно с XIV века, и его формирование шло на протяжении многих лет с участием ойратов, закончившись к середине XVI века.

## История

### ТерриторияДжунгарии
Первоначально хошуты могли кочевать к юго-востоку от Джунгарии — на пустынных плато Алашань или Ордос
- с XIV века — происходит формирование этнической общности хошутов, по наиболее распространённой теории, из гвардейского военного подразделения, нёсшего здесь пограничную службу. После падения монгольско-китайского государства Юань, отряды хошутов существовали здесь в виде компактных феодально-этнических группировок с наследственными княжескими династиями (см. разделы Гвардейское подразделение «хошут» и Закат правления чингизидов).
- конец XIV века — хошутские «владетели» (правители) вместе с частью своих подданных изъявили покорность ойратскому правителю Тогон-тайши (умер в 1439 году) и вошли в состав союза 4-х ойратских племён — дербен-ойратов (см. раздел Ойратский союз).
- XV век — Бубей-мирза первым из хошутов стал председателем (даргой) ойратского сейма (чулгана).
- конец XVI — начало XVII веков — первенствующую роль среди ойратских правителей играл хошутский нойон Байбагас-хан (внук Бубей-мирзы). Занимал должность дарга ойратского чулгана[18].
- 1615 год — по инициативе Байбагас-хана все ойратские нойоны приняли решение посвятить в буддийские монахи по одному из своих сыновей (имена других хошутских нойонов того периода — Кундулен-Убуши, Цохор, Бабахан). Сын Бабахана был отдам им на усыновление Байбагас-хану, и отправленный также в монахи, позже стал известен как Зая-Пандита — став крупнейшим центральноазиатским просветителем, оказавшим огромное влияние на политическую, религиозную и культурную историю ойратов[19].
- 40-е годы XVII века — во главе ойратов стояли два первенствующих тайши, одним из которых был сын хошутского Байбагас-хана — Очирту-Цецен-хан[20].

### ТерриторияВосточного Казахстана
- 1654 год — хошутским тайши Аблаем основан буддийский монастырь — Аблайкит.
- конец XVI века — вторая половина XVIII века — здесь селилась некоторая часть хошутов совместно с другими ойратскими племенами. В одних районах они жили дольше, в других меньше, в общей сумме их пребывание здесь продолжалось от ста до ста семидесяти лет (возможно и несколько более). Ойраты оставили после себя небольшое количество строений, носивших преимущественно культовый характер (это были в основном буддийские монастыри, состоявшие из многих зданий различного назначения)[20].

1582—1655 годы — годы жизни одного из хошутских правителей Туру-Байху (Торубайху, известного в истории как Гуши-хан, основатель монгольской династии правителей Тибета — Ладзан-ханов; правил 1642—1655) Он оставил глубокий след в истории Центральной Азии — в частности, Тибета и ойратского народа. Наиболее значительные его деяния: успешно руководил военной кампанией ойратов, вмешавшихся в религиозные войны школ тибетского буддизма — кагью и гелуг, поддержав последнюю и установив свою власть над всеми районами Тибета (1637—1641), совершил паломничество в Тибет к Далай-ламе V (1638), установил отношения с маньчжурским двором (1639), формально передал верховную власть над всем Тибетом Далай-ламе V (1642 год), пожаловал в 1645 году Панчен-ламе титул «Панчен-богдо» («мудрый владыка»).

### Область озераКукунор(и часть территорииТибета)
- 1637—1641 годы — военная кампания ойратов, вмешавшихся в религиозные войны школ тибетского буддизма Кагью и Гэлуг, под руководством хошутского правителя Гуши-хана (от хошутов также командовал Дуургэчи-нойон). Основное сражение ойратского войска произошло в окрестностях озера Кукунор (1637 год), где они разгромили 30-тысячное войско восточномонгольского правителя Цогто-тайджи, поддерживавшего школу Кагью. Известно, что хошуты сражались в центре боевого построения ойратов.
- 1638—1640-е годы — в район озера Кукунор перекочёвывает основная масса хошутов.
- 1642 год — основание Хошутского ханства
- 1642—1655 годы — ханством правит Гуши-хан.
- 1655—1668 годы — ханством правят Даян-хан и Даши-Батур.
- 1660 год — производится раздел тибетских владений между сыновьями Гуши-хана.
- 1668—1701 годы — правление Пунцуг-Далай-хана.
- 1701—1703 годы — правление Данджин-Ванчжара.
- 1703—1717 годы — правление Лхавзан-хана, последнего хошутского хана.
- 1705 год — тибетские войска разгромлены хошутами во главе Лхавзан-ханом.
- 1714 год — хошуты начали войну с Бутаном.
- 1717 год — Лхавзан-хан был разгромлен и убит джунгарами.
- 1723 год — хошуты подняли восстание против Маньчжурской династии Цин[21].
- 1724 год — восстание подавлено цинскими войсками.
- 1725 год — Цинская империя аннексировала территорию бывшего Хошутского ханства, образовав там Сининскую управу.

### Территория югаРоссии
С XVII века по наши дни — Нижняя Волга. Максимальная территория кочевий ойратских (калмыцких) племён на Нижней Волге имела границы на юге до реки Терек, на севере до города Самары, на западе до реки Дон и на востоке до реки Яик (Урал). Постепенно ареал проживания уменьшился до границ современной Калмыкии.
- 1660-е годы — в низовьях Волги в пределах Калмыцкого ханства, уже образованного торгутами, появились группы других ойратских переселенцев — хошуты, дербеты и зюнгары.
- 1660-е годы — к приволжским калмыкам-торгутам добровольно присоединяется ещё один хошутский улус — улус тайши Кундулен-Убуши с 3 тысячами кибиток.
- 1671 год — приволжские калмыки-торгуты под руководством тайши Аюки и с помощью русских войск и родственников присоединяют улус хошутского тайши Аблая, который был взят в плен и отправлен в качестве пленника в Москву, где скончался в 1674 году.
- 1771 год —исход большей части калмыков с Волги в Джунгарию (см. история калмыков). Известно, что весь Хошеутовский улус, за исключением нескольких десятков кибиток, принял участие в этом переселении, но «владелец» (правитель) улуса Замьян остался на Волге.
- Хошутский «владелец» Замьян, в связи с тем, что остался и не откочевал в Джунгарию, пользовался благосклонностью правительства, и астраханский губернатор Н. А. Бекетов приписал к нему 754 кибитки калмыков из числа тех, которые кочевали на правом берегу Волги и не успели уйти с остальными из-за отсутствия переправы на реке, а затем присоединил ещё 257 кибиток. Таким образом, у Замьяна в Хошеутовском улусе находились в подчинении, кроме незначительного количества хошутов, торгуты, дербеты, хойты, хахачины, теленгуты и другие более мелкие монгольские племена[22].
- 1814—1818 годы — постройка Хошеутовского хурула.

## Язык
семья — алтайская

группа — монгольская (северомонгольская группа, западномонгольская подгруппа языков).

язык — ойратский язык и калмыцкий язык (другие названия языка — калмыцкий, ойратский, джунгарский, ойрат-калмыцкий, монгольско-калмыцкий, западно-монгольский).
диалектная система —
- язык поволжских (приволжских) калмыков
  - торгутский диалект
    - хошутский говор
- язык ойратов Синьцзяна
  - хошутский диалект

## Религия

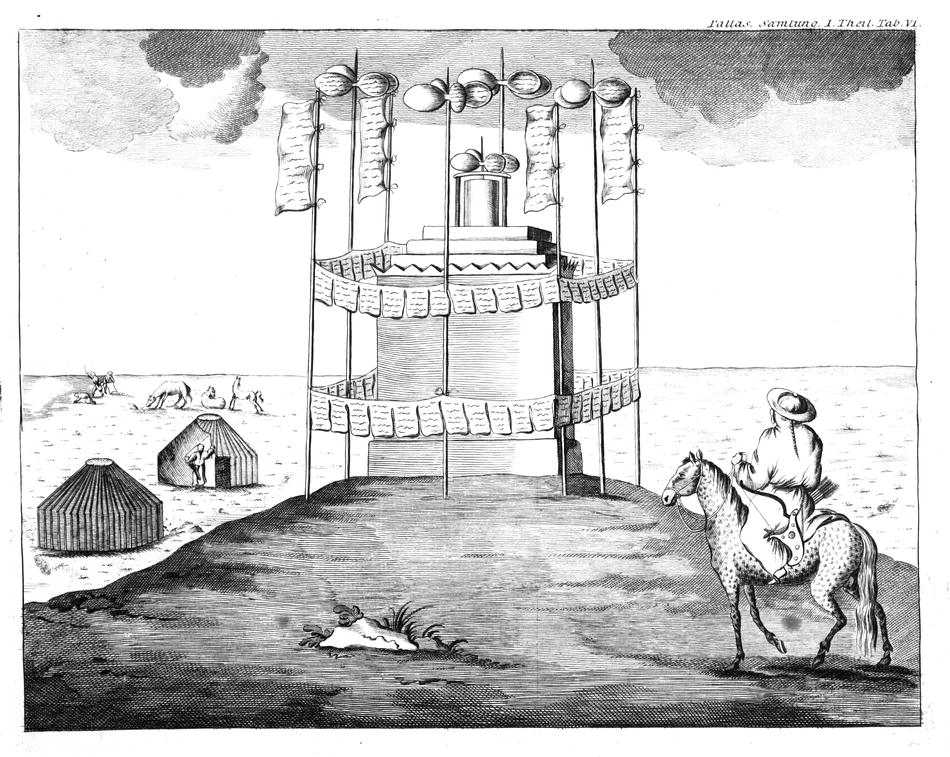
Обо, священное монгольское место, обычно отмеченное грудой камней и молитвенными флажками. Этот памятник посвящен неизвестному умершему хошутскому князю. Иллюстрация Питера Саймона Паллеса, XVIII в.

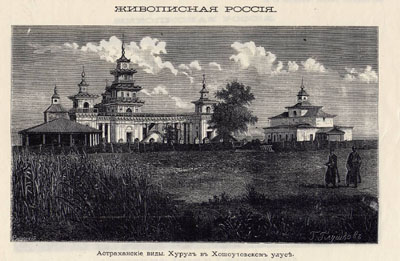
Хошеутовский хурул в Астраханской губернии

Верующие хошуты — в основном буддисты, исторически приверженцы традиции монастырского образования и ритуальной практики школы тибетского буддизма гелуг (тиб. དགེ་ལུགས་པ་, транслит.: dge lugs, «добродетель»). Название школы в монгольском мире более известно как «жёлтая вера» (монг. шарын шашин), а священнослужителей этой школы называют «желтошапочники» — по цвету шапок, которые они носят.
Буддизм школы Гэлуг начал распространяться среди ойратских племён в XVI веке и был принят в 1615 году. В истории возвышения этого направления сыграл большую роль один из правителей хошутов — Гуши-хан, обращённый в буддизм монахами Гэлуг, он во главе подвластных ему хошутов и других ойратских племён участвовал в религиозных войнах между соперничавшими школами тибетского буддизма. Одержав уверенную победу в этом противостоянии, Гуши-хан в 1642 году объявил Далай-ламу V полновластным владыкой всех буддистов центрального Тибета, а сам стал при нём светским правителем.
В Автономном районе Внутренняя Монголия КНР, в аймаке Алашань, проживает около 3000 хошутов-мусульман.